# Gaje (Jadwigów)
Gaje – przysiółek wsi Jadwigów w Polsce, położony w województwie świętokrzyskim, w powiecie włoszczowskim, w gminie Moskorzew.
W latach 1975–1998 przysiółek administracyjnie należała do województwa częstochowskiego.